# کاسیناتونی ویسوانت
کاسیناتونی ویسوانت (به انگلیسی: K. Viswanath؛ زادهٔ ۱۹ فوریهٔ ۱۹۳۰ - درگذشتهٔ ۲ فوریهٔ ۲۰۲۳) کارگردان فیلم، بازیگر و فیلم‌نامه‌نویس اهل هند بود. وی از سال ۱۹۵۷ میلادی تا ٢٠٢٣ مشغول فعالیت بوده‌است.
از فیلم‌ها یا برنامه‌های تلویزیونی که وی در آن نقش داشته‌است می‌توان به کلمات زنان دارای معانی متفاوتی هستند، او، رامو شیطون و پاندورانگادو اشاره کرد.

## فیلم‌شناسی

### کارگردان
- جواهرات شانکارا
- گاما
- پیوستن به اقیانوس
- انسان بیدار
- سواتی موتیام
- خدا
- موسیقی
- سواتی کیرانام
- ثروتمند
- مسیر شاه